# Chrysomma altirostre
Chrysomma altirostre là một loài chim trong họ Sylviidae.